# 保加利亚人民共和国英雄
保加利亚人民共和国英雄是保加利亞人民共和國政府设立的最高荣誉称号。

## 历史
“保加利亚人民共和国英雄”荣誉称号根据1948年6月15日第六届国民议会主席团通过的法令正式设立。在获得该称号的同时，也同时被赠与金星奖章，格奥尔基·季米特洛夫勋章，相应的荣誉证书，以及1500列弗的奖金。

## 获授者
- 尼基塔·赫魯曉夫（1964年）
- 托多尔·日夫科夫（1971年和1981年）
- 列昂尼德·勃列日涅夫（1973年、1976年和1981年）
- 多勃里·朱罗夫（1976年）
- 阿列克谢·叶利谢耶夫（1979年）
- 安东·于哥夫（1989年）
- 格里沙·菲利波夫
- 尤里·安德罗波夫